# ブラム・ストーカー賞 脚本賞
ブラム・ストーカー賞 脚本賞（ブラム・ストーカーしょう きゃくほんしょう、Bram Stoker Award for Best Screenplay）は、ブラム・ストーカー賞の賞の一つ。その年の最も優れたホラー映画/ドラマ作品の脚本家に対して贈られる。1998年に創設され2004年まで選出された後に廃止されたが、2011年から再び選出されるようになった。

## 受賞結果

### 1990年代
| 年   | 脚本家                                         | 作品                                                 | 出典  |
| ---- | ---------------------------------------------- | ---------------------------------------------------- | ----- |
| 1998 | アレックス・プロヤス                           | ダークシティ                                         | [ 1 ] |
| 1998 | ビル・コンドン                                 | ゴッド・アンド・モンスター                           | [ 1 ] |
| 1998 | ニコラス・カザン                               | 悪魔を憐れむ歌                                       | [ 1 ] |
| 1998 | ダリン・モーガン                               | ミレニアム（シーズン2第21話：サタン）                | [ 1 ] |
| 1999 | M・ナイト・シャマラン                          | シックス・センス                                     | [ 2 ] |
| 1999 | ダニエル・マイリック、エドゥアルド・サンチェス | ブレア・ウィッチ・プロジェクト                       | [ 2 ] |
| 1999 | ジョス・ウェドン                               | バフィー 〜恋する十字架〜（シーズン4第10話：静けさ） | [ 2 ] |
| 1999 | フランク・ダラボン                             | グリーンマイル                                       | [ 2 ] |

### 2000年代
| 年   | 脚本家                                                                                       | 作品                                          | 出典  |
| ---- | -------------------------------------------------------------------------------------------- | --------------------------------------------- | ----- |
| 2000 | スティーヴン・A・カッツ                                                                      | シャドウ・オブ・ヴァンパイア                  | [ 3 ] |
| 2000 | マーク・プロトセヴィッチ                                                                     | ザ・セル                                      | [ 3 ] |
| 2000 | デヴィッド・トゥーヒー、ケン&ジム・ウィート                                                  | ピッチブラック                                | [ 3 ] |
| 2000 | ヒューバート・セルビー・ジュニア、ダーレン・アロノフスキー                                   | レクイエム・フォー・ドリーム                  | [ 3 ] |
| 2000 | M・ナイト・シャマラン                                                                        | アンブレイカブル                              | [ 3 ] |
| 2001 | クリストファー・ノーラン、ジョナサン・ノーラン                                               | メメント                                      | [ 4 ] |
| 2001 | テリー・ヘイズ、ラファエル・イグレシアス （原作：アラン・ムーア、エディ・キャンベル）        | フロム・ヘル                                  | [ 4 ] |
| 2001 | フィリッパ・ボウエン、ピーター・ジャクソン、フラン・ウォルシュ （原作：J・R・R・トールキン） | ロード・オブ・ザ・リング                      | [ 4 ] |
| 2001 | アレハンドロ・アメナーバル                                                                   | アザーズ                                      | [ 4 ] |
| 2002 | ブレント・ヘンリー                                                                           | フレイルティー 妄執                           | [ 5 ] |
| 2002 | スコット・フランク、ジョン・コーエン （原作：フィリップ・K・ディック）                       | マイノリティ・リポート                        | [ 5 ] |
| 2002 | アーレン・クルーガー （原作：鈴木光司、高橋洋）                                              | ザ・リング                                    | [ 5 ] |
| 2002 | M・ナイト・シャマラン                                                                        | サイン                                        | [ 5 ] |
| 2003 | ドン・コスカレリ                                                                             | プレスリーVSミイラ男                          | [ 6 ] |
| 2003 | マイケル・クーニー                                                                           | アイデンティティー                            | [ 6 ] |
| 2003 | テッド・エリオット、テリー・ロッシオ                                                         | パイレーツ・オブ・カリビアン/呪われた海賊たち | [ 6 ] |
| 2004 | チャーリー・カウフマン、ミシェル・ゴンドリー、ピエール・ビスマス                             | エターナル・サンシャイン                      | [ 7 ] |
| 2004 | エドガー・ライト、サイモン・ペッグ                                                           | ショーン・オブ・ザ・デッド                    | [ 7 ] |
| 2004 | ジェームズ・ガン                                                                             | ドーン・オブ・ザ・デッド                      | [ 7 ] |
| 2004 | ギレルモ・デル・トロ                                                                         | ヘルボーイ                                    | [ 7 ] |

### 2010年代
| 年   | 脚本家                                                           | 作品                                                                                   | 出典   |
| ---- | ---------------------------------------------------------------- | -------------------------------------------------------------------------------------- | ------ |
| 2011 | ジェシカ・シャーザー                                             | アメリカン・ホラー・ストーリー: 呪いの館（第12話：悪魔の子）                           | [ 8 ]  |
| 2011 | ジョージ・ノルフィ                                               | アジャストメント                                                                       | [ 8 ]  |
| 2011 | コリー・グッドマン                                               | プリースト                                                                             | [ 8 ]  |
| 2011 | アラン・ボール                                                   | トゥルーブラッド（シーズン4第8話：せめぎ合い）                                         | [ 8 ]  |
| 2011 | スコット・M・ギンプル                                            | ウォーキング・デッド（シーズン2第7話：Pretty Much Dead Already）                       | [ 8 ]  |
| 2011 | スコット・M・ギンプル                                            | ウォーキング・デッド（シーズン2第3話：Save the Last One）                              | [ 8 ]  |
| 2012 | ドリュー・ゴダード、ジョス・ウェドン                             | キャビン                                                                               | [ 9 ]  |
| 2012 | ティム・マイナー                                                 | アメリカン・ホラー・ストーリー: 精神科病棟（第7話：Dark Cousin）                       | [ 9 ]  |
| 2012 | ビリー・レイ、ゲイリー・ロス、スーザン・コリンズ                 | ハンガー・ゲーム                                                                       | [ 9 ]  |
| 2012 | キム・サンギュ                                                   | ウォーキング・デッド（シーズン3第4話：Killer Within）                                  | [ 9 ]  |
| 2012 | ジェーン・ゴールドマン                                           | ウーマン・イン・ブラック 亡霊の館                                                      | [ 9 ]  |
| 2013 | グレン・マザラ                                                   | ウォーキング・デッド（シーズン3第16話：Welcome to the Tombs）                          | [ 10 ] |
| 2013 | ブラッド・ファルチャック                                         | アメリカン・ホラー・ストーリー: 精神科病棟（第11話：Spilt Milk）                       | [ 10 ] |
| 2013 | ダニエル・ナウフ                                                 | Dracula（第2話：A Whiff of Sulfur）                                                    | [ 10 ] |
| 2013 | ブライアン・フラー                                               | ハンニバル（シーズン1第1話：Apéritif）                                                 | [ 10 ] |
| 2013 | フレデリック・アーダ                                             | The Returned（シーズン1第8話：The Horde）                                              | [ 10 ] |
| 2014 | ジェニファー・ケント                                             | ババドック 暗闇の魔物                                                                  | [ 11 ] |
| 2014 | ジェームズ・ウォン                                               | アメリカン・ホラー・ストーリー: 魔女団（第10話：The Magical Delights of Stevie Nicks） | [ 11 ] |
| 2014 | スティーヴン・モファット                                         | ドクター・フー（シーズン8第4話：聞いて）                                               | [ 11 ] |
| 2014 | ジョン・ローガン                                                 | ペニー・ドレッドフル 〜ナイトメア 血塗られた秘密〜（シーズン1第2話：魂の座）           | [ 11 ] |
| 2014 | スコット・M・ギンプル                                            | ウォーキング・デッド（シーズン4第14話：The Grove）                                     | [ 11 ] |
| 2015 | デヴィッド・ロバート・ミッチェル                                 | イット・フォローズ                                                                     | [ 12 ] |
| 2015 | ギレルモ・デル・トロ、マシュー・ロビンス                         | クリムゾン・ピーク                                                                     | [ 12 ] |
| 2015 | ジョン・ローガン                                                 | ペニー・ドレッドフル 〜ナイトメア 血塗られた秘密〜（シーズン2第9話：宿命を裂く男）     | [ 12 ] |
| 2015 | ジョン・ローガン                                                 | ペニー・ドレッドフル 〜ナイトメア 血塗られた秘密〜（シーズン2第3話：美しき魔物たち）   | [ 12 ] |
| 2015 | ジェマイン・クレメント、タイカ・ワイティティ                     | シェアハウス・ウィズ・ヴァンパイア                                                     | [ 12 ] |
| 2016 | ロバート・エガース                                               | ウィッチ                                                                               | [ 13 ] |
| 2016 | デイミアン・チャゼル、マット・ストゥーケン、ジョシュ・キャンベル | 10 クローバーフィールド・レーン                                                        | [ 13 ] |
| 2016 | ジョン・ローガン                                                 | ペニー・ドレッドフル 〜ナイトメア 血塗られた秘密〜（シーズン3第4話：過去からの誘い）   | [ 13 ] |
| 2016 | ダファー兄弟                                                     | ストレンジャー・シングス 未知の世界（シーズン1第1話：ウィル・バイヤーズの失踪）        | [ 13 ] |
| 2016 | ダファー兄弟                                                     | ストレンジャー・シングス 未知の世界（シーズン1第8話：裏側の世界）                      | [ 13 ] |
| 2017 | ジョーダン・ピール                                               | ゲット・アウト                                                                         | [ 14 ] |
| 2017 | チェイス・パーマー、ゲイリー・ドーベルマン、キャリー・フクナガ   | IT/イット “それ”が見えたら、終わり。                                                   | [ 14 ] |
| 2017 | ギレルモ・デル・トロ、ヴァネッサ・テイラー                       | シェイプ・オブ・ウォーター                                                             | [ 14 ] |
| 2017 | ダファー兄弟                                                     | ストレンジャー・シングス 未知の世界（シーズン2第1話：マッドマックス）                  | [ 14 ] |
| 2017 | マーク・フロスト、デイヴィッド・リンチ                           | ツイン・ピークス（シーズン3第8話：第3章 助けを呼ぶ）                                   | [ 14 ] |
| 2018 | メレディス・アヴェリル                                           | ザ・ホーンティング・オブ・ヒルハウス（シーズン1第5話：The Bent-Neck Lady）             | [ 15 ] |
| 2018 | アレックス・ガーランド                                           | アナイアレイション -全滅領域-                                                          | [ 15 ] |
| 2018 | エリック・ハイセラー                                             | バード・ボックス                                                                       | [ 15 ] |
| 2018 | アリ・アスター                                                   | ヘレディタリー/継承                                                                    | [ 15 ] |
| 2018 | ブライアン・ウッズ、スコット・ベック、ジョン・クラシンスキー     | クワイエット・プレイス                                                                 | [ 15 ] |
| 2019 | ジョーダン・ピール                                               | アス                                                                                   | [ 16 ] |
| 2019 | マイク・フラナガン                                               | ドクター・スリープ                                                                     | [ 16 ] |
| 2019 | ロバート・エガース、マックス・エガース                           | ライトハウス                                                                           | [ 16 ] |
| 2019 | アリ・アスター                                                   | ミッドサマー                                                                           | [ 16 ] |
| 2019 | ダファー兄弟                                                     | ストレンジャー・シングス 未知の世界（シーズン3第8話：スターコート・バトル）            | [ 16 ] |

### 2020年代
| 年   | 脚本家                                                          | 作品                                                                        | 出典          |
| ---- | --------------------------------------------------------------- | --------------------------------------------------------------------------- | ------------- |
| 2020 | リー・ワネル                                                    | 透明人間                                                                    | [ 17 ]        |
| 2020 | リチャード・スタンリー、スカーレット・アマリス                  | カラー・アウト・オブ・スペース -遭遇-                                       | [ 17 ]        |
| 2020 | ミシャ・グリーン                                                | ラヴクラフトカントリー 恐怖の旅路（シーズン1第1話：サンダウン）             | [ 17 ]        |
| 2020 | ミシャ・グリーン、イオマ・オフォルディレ                        | ラヴクラフトカントリー 恐怖の旅路（シーズン1第8話：Jig-a-Bobo）             | [ 17 ]        |
| 2020 | アンジェラ・ラマンナ                                            | ザ・ホーンティング・オブ・ブライマナー（シーズン1第5話：死者の祭壇）        | [ 17 ]        |
| 2021 | マイク・フラナガン、ジェームズ・フラナガン、ジェフ・ハワード    | 真夜中のミサ（シーズン1第5話：第5章：福音）                                 | [ 18 ]        |
| 2021 | スコット・クーパー、C・ヘンリー・チェイソン、ニック・アントスカ | アントラーズ                                                                | [ 18 ]        |
| 2021 | ジョーダン・ピール、ウィン・ローゼンフェルド、ニア・ダコスタ    | キャンディマン                                                              | [ 18 ]        |
| 2021 | リー・ジャニアク、フィル・グラツィアデイ                        | フィアー・ストリート Part 1: 1994                                           | [ 18 ]        |
| 2021 | ファン・ドンヒョク                                              | イカゲーム（シーズン1第1話：だるまさんがころんだ日）                        | [ 18 ]        |
| 2022 | スコット・デリクソン、C・ロバート・カーギル                     | ブラック・フォン                                                            | [ 19 ]        |
| 2022 | ダファー兄弟                                                    | ストレンジャー・シングス 未知の世界（シーズン4第8話：ヘルファイア・クラブ） | [ 19 ]        |
| 2022 | スコット・クーパー                                              | ほの蒼き瞳                                                                  | [ 19 ]        |
| 2022 | アレックス・ガーランド                                          | MEN 同じ顔の男たち                                                          | [ 19 ]        |
| 2022 | タイ・ウェスト、ミア・ゴス                                      | Pearl パール                                                                | [ 19 ]        |
| 2023 | 山崎貴                                                          | ゴジラ-1.0                                                                  | [ 20 ]        |
| 2023 | チャーリー・ブルッカー                                          | ブラック・ミラー（シーズン6第3話：ビヨンド・ザ・シー）                      | [ 20 ]        |
| 2023 | ミシェル・ガルザ・セルヴェラ、アビア・カスティーロ              | Huesera: The Bone Woman                                                     | [ 20 ]        |
| 2023 | ブライアン・ダッフィールド                                      | 誰も助けてくれない                                                          | [ 20 ]        |
| 2023 | デミアン・ラグナ                                                | When Evil Lurks                                                             | [ 20 ]        |
| 2024 | コラリー・ファルジャ                                            | サブスタンス                                                                | [ 21 ] [ 22 ] |
| 2024 | スコット・ベック&ブライアン・ウッズ                             | 異端者の家                                                                  | [ 21 ] [ 22 ] |
| 2024 | ロバート・エガース、ヘンリック・ガレーン、ブラム・ストーカー    | ノスフェラトゥ                                                              | [ 21 ] [ 22 ] |
| 2024 | オズグッド・パーキンス                                          | ロングレッグス                                                              | [ 21 ] [ 22 ] |
| 2024 | ジェーン・シェーンブルン                                        | I Saw the TV Glow                                                           | [ 21 ] [ 22 ] |